# بدکاران
بدکاران فیلمی به کارگردانی قدرت اله احسانی و نویسندگی اکبر صادقی محصول سال ۱۳۵۲ است.

## بازیگران
- تقی مختار
- وجستا
- دلیله نمازی
- علی محزون
- محمود بهرامی
- مهری ودادیان
- اردشیر پهلوان
- افشین
- رفیع مددکار
- کیانی
- جمال
- جواد
- میرمحمد تجدد

## خلاصه داستان
خلاصه داستان:
دختری کولی به نام لیلا (وجستا) به واسطة یک معروفه به نام ملوک (دلیله نمازی) به عقد محمود (محمود بهرامی) در می‌آید. محمود با نقشة قبلی لیلا را وادار به طلاق می‌کند و او را به ملوک می‌سپارد تا با مردی به نام سهراب (علی محزون) آشنایش سازد. پس از آن لیلا همراه ملوک به شمال می‌رود و با جوانی به نام پرویز (تقی مختار)، که پسر سهراب است، آشنا می‌شود. آن دو به هم علاقه‌مند می‌شوند. به خلاف رأی سهراب، که از سابقة لیلا با خبر است، آن دو با هم ازدواج می‌کنند. پرویز به سربازی می‌رود و به جبهة جنگ ظفار اعزام می‌شود و پس از خدمت معاف می‌شود. پرویز، قبل از ترک جبهه، نامه ای از پدرش دریافت می‌کند حاکی از این که لیلا در خانه ای عمومی در آبادان دیده شده است. پرویز به آبادان می‌رود و لیلا و مردی را، که لیلا را به خانهٔ عمومی کشانده، به قتل می‌رساند. پرویز در تهران ملوک را نیز از پا درمی‌آورد، و پس از دستگیری و قبل از اعدام درمی یابد دختری را که او در آبادان کشته خواهر دوقلوی لیلا بوده است. پرویز، سرانجام، لیلا و پدر و فرزندش را ملاقات می‌کند.